# Municipalité du district de Raseiniai
La municipalité du district de Raseiniai (en lituanien : Raseinių rajono savivaldybė) est l'une des soixante municipalités de Lituanie. Son chef-lieu est Raseiniai.

## Seniūnijos de la municipalité du district de Raseiniai
- Ariogalos seniūnija (Ariogala)
- Ariogalos miesto seniūnija (Ariogala)
- Betygalos seniūnija (Betygala)
- Girkalnio seniūnija (Girkalnis)
- Kalnujų seniūnija (Kalnujai)
- Nemakščių seniūnija (Nemakščiai)
- Pagojukų seniūnija (Kaulakiai)
- Paliepių seniūnija (Sujainiai)
- Raseinių seniūnija (Raseiniai)
- Raseinių miesto seniūnija (Raseiniai)

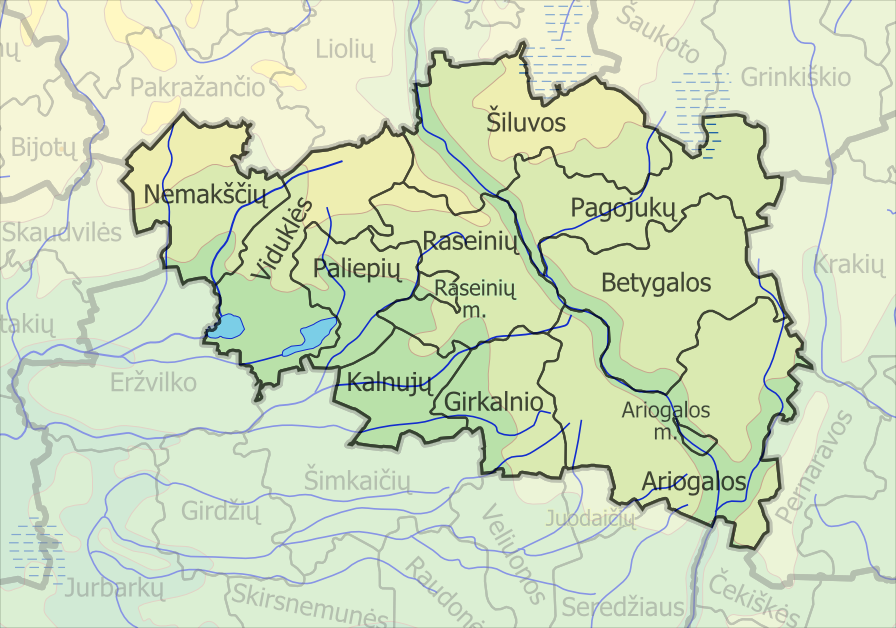
Seniūnijos de la municipalité du district de Raseiniai.

- Šiluvos seniūnija (Šiluva)
- Viduklės seniūnija (Viduklė)